# Оу Сун Геї
Оу Сун Геї (19 жовтня 1954) — малайзійський хокеїст на траві.
Бронзовий призер Азійських ігор 1974 року.